# Théâtre Al-Midan

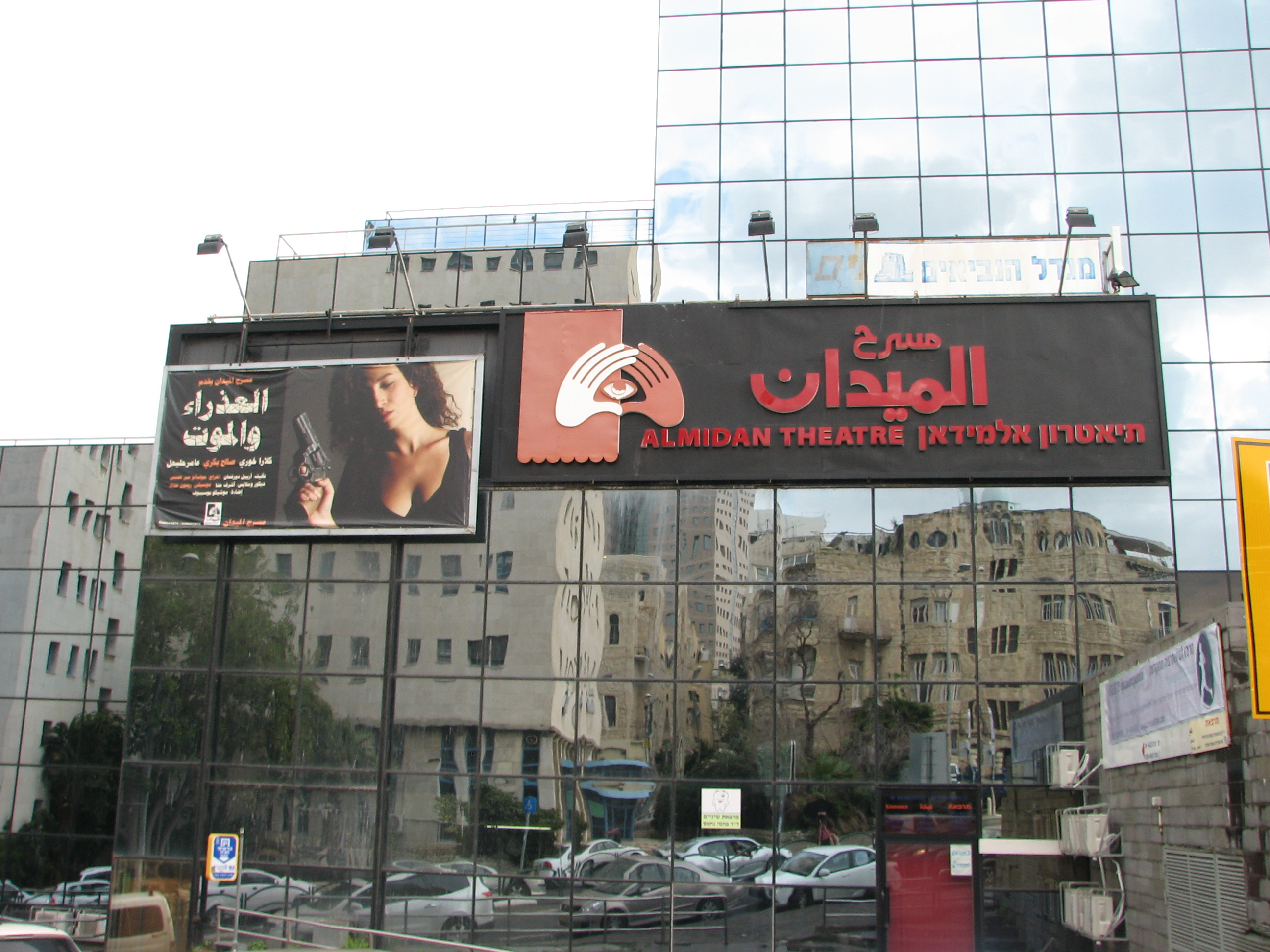
Théâtre Al-Midan, enseigne sur la Tour des Prophètes.

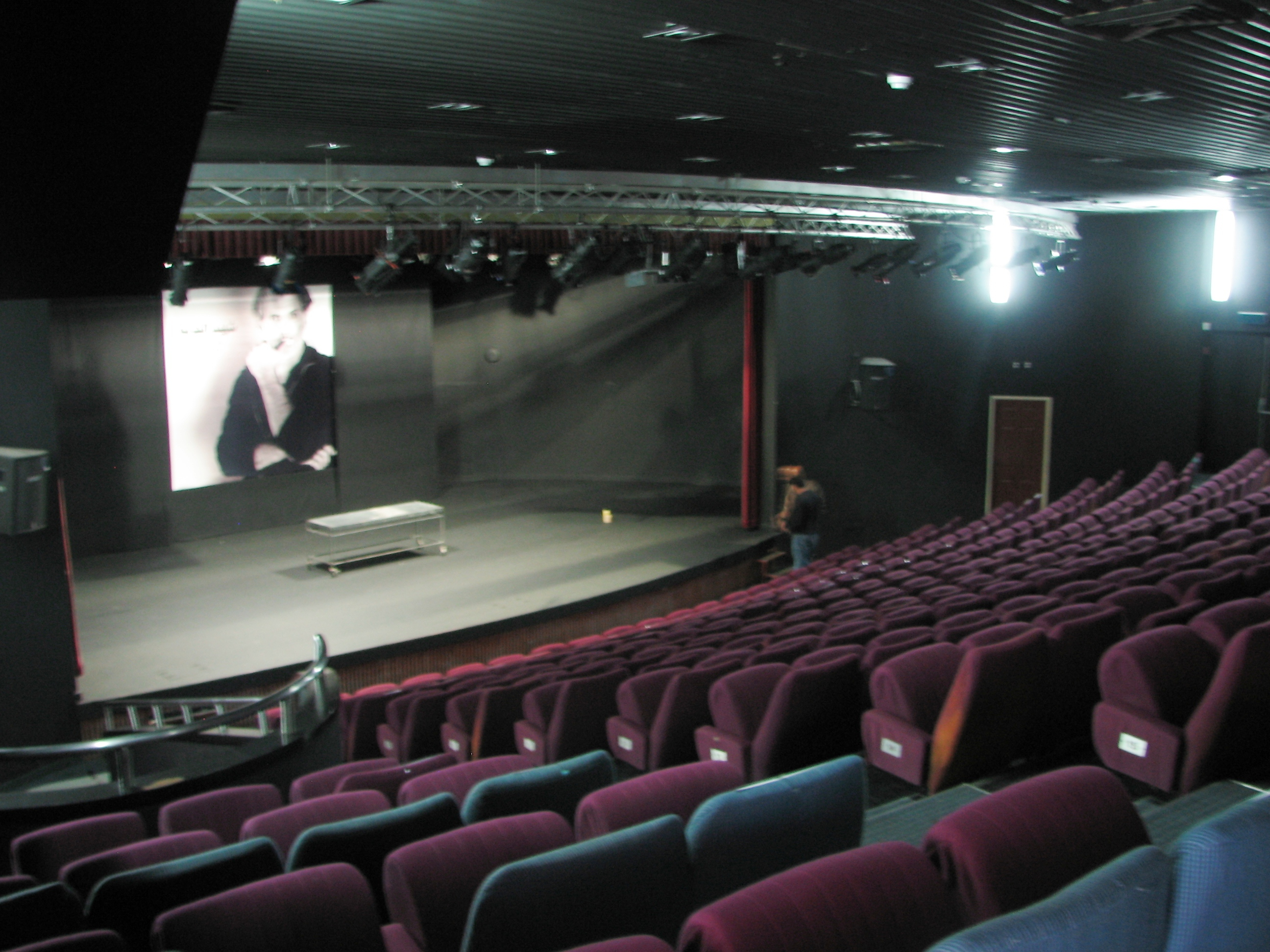
Salle 1 du théâtre.

Le théâtre Al-Midan (en arabe,  مسرح الميدان  (Misraḥ al-Mīdān), en hébreu,  תיאטרון אל-מידאן), le théâtre arabe de Haïfa, a été créé en 1994 par le ministre de l'Éducation (en) Shulamit Aloni sous le gouvernement de Yitzhak Rabin, soutenu par l'ancien maire Amram Mitzna, par le Conseil des Arts de Haïfa et le président Itzik Robin. Appelé au début "Théâtre arabe d’Israël", il a pris son nom actuel après plusieurs années. Le théâtre sert la communauté des artistes arabes israéliens. Les premières années, il a tourné entre Haïfa et Nazareth avant de s’installer dans une salle professionnelle, munie de 300 sièges, de la Tour des Prophètes à Haïfa.
L’acteur Yussuf Abu-Warda a été le directeur général et le premier directeur artistique. Makram Khoury est alors devenu directeur artistique en deux périodes : avant son travail avec Peter Brook à Paris, puis, à son retour à Haïfa. Khoury y a dirigé de nombreuses pièces. En 2007, Salim Daw a été nommé à la gestion du théâtre, assurée précédemment pendant plusieurs années par Fouad Awad, de Nazareth. En 2010, le directeur artistique est Riad Masarwa. 
Le théâtre joue uniquement en arabe, et accueille de jeunes comédiens sortis des écoles de théâtre, ainsi que des artistes expérimentés comme Mohammed Bakri (qui a joué La Maison de Bernarda Alba de Federico García Lorca en 2000 et Zaghrodat Al-Ard (en arabe, Les hurlements de la terre) en 2001), Salwa Nakkara (Naqqara), Suheil (Suhel) Haddad et d’autres.
Le budget initial à l'ouverture du théâtre était de quatre millions de shekels, financés par le ministère de la Culture (en) et la municipalité de Haïfa. Au fil des ans, la part du budget du ministère de la Culture a diminué et a été reporté sur la municipalité. En mars 2011, le théâtre a annoncé sa fermeture à cause des risques résultant du déficit cumulé et du non-transfert du budget promis par l'ancien directeur général du ministère de la Culture.
Le théâtre a deux salles, la première de 292 sièges, la seconde de 112 sièges. La seconde salle est nommée d'après le directeur du théâtre Mazen Ghatas, décédé en 2005.
Privé de ses financements publics en 2015, à cause d'une pièce sur l'écrivain et ancien militant armé palestinien Walid Daqqa, le Théâtre Al-Midan, en faillite, a été contraint de fermer.

## Quelques productions récentes
- 2010 : La Jeune Fille et la Mort de Juliano Mer-Khamis, avec Clara Khoury, Amer Hlehel et Saleh Bakri[2]
- 2009 : Breaking News d’Amer Hlehel, avec Doraid Liddawi
- 2008 : My name is Rachel Corrie, d’après les écrits de Rachel Corrie, avec Lana Zreik (monologue)[3]
- Khawlah Hag-Debsy a également joué dans ce théâtre.